# Rudolf Lidl
Rudolf Lidl, genannt Rudi Lidl, (* 26. August 1948 in Linz) ist ein österreichischer Mathematiker, der sich mit Algebra befasst.
Lidl studierte ab 1966 Mathematik an der Universität Wien und wurde dort 1970 bei Wilfried Nöbauer promoviert („Über Permutationspolynome in mehreren Unbestimmten“). Danach war er Assistent, ab 1973 Dozent und 1975 außerordentlicher Professor an der TU Wien. 1976 wurde er Professor an der University of Tasmania in Hobart und Launceston auf der Insel Tasmanien. 1993 wurde er Deputy Vice Chancellor der Universität.
Mit Harald Niederreiter verfasste er einige Standardwerke über Endliche Körper.

## Schriften
- mit Günter Pilz:. Applied Abstract Algebra, Undergraduate Texts in Mathematics, Springer, 2. Auflage 1998
- mit Harald Niederreiter: Finite Fields, Encyclopedia of Mathematics and Its Applications Bd. 20, Addison-Wesley 1983 (auch ins Russische übersetzt); 2nd ed., Cambridge University Press 1997
- mit Harald Niederreiter: Introduction to Finite Fields and Their Applications, Cambridge University Press 1986; revised ed., Cambridge University Press 1994
- Algebra für Naturwissenschaftler und Ingenieure, Sammlung Göschen, De Gruyter 1975